# Giorgio Peretti
Giorgio Peretti es un arquitecto y cineasta argentino. 

## Obras
Fue asistente de dirección en el filme Comisario Ferro (1999). Su ópera prima, Vacas gordas, resultó ganadora del concurso de guiones organizado por el Instituto Nacional de Cine y Artes Audiovisuales de la Argentina. Protagonizada por Nicolás Pauls, Enrique Liporace y Pablo de Laguarigue fue estrenada en la Muestra internacional de Cine independiente de Mar del Plata edición 2006 y presentada en el Festival de Cine de Gibara, Cuba.
En 2010, obtiene junto a Pablo de Laguarigue el primer premio en el concurso de cortometrajes nacional: "Buenos Aires inprogress", organizado por la Sociedad Central de Arquitectos y el Consejo Profesional de Arquitectura con el corto "Diario de un hombre moderno" y una mención honorífica con el corto "Schubert desde el nudo 3"